# Botar
Botar, česky také Batar (ukrajinsky Ботар, maďarsky Batár) je osada obce Nevetlenfolu, v Pyjterfolvivské vesnické komunitě v okrese Berehovo v Zakarpatské oblasti Ukrajiny. V roce 2001 zde žilo 913 obyvatel, z toho 96,32 % obyvatel bylo maďarské národnosti.

## Historie
První písemná zmínka o obci pochází z roku 1216. Obec byla součástí Uherska. Po skončení první světové války se  jako součást Podkarpatské Rusi stala pod názvem Batar (maďarsky Batár) součástí nově vzniklého Československa. V roce 1930 zde žilo 676 obyvatel. V roce 1938 byla obec v důsledku první vídeňské arbitráže přičleněna k Maďarsku. Po skončení druhé světové války byla obec postoupena Sovětskému svazu.

## Osobnosti
- Augustin Štefan (1877–1944), československý politik rusínské národnosti a poslanec Národního shromáždění republiky Československé za Republikánskou stranu zemědělského a malorolnického lidu (agrárníky) na Podkarpatské Rusi.